# 麻省運輸廳
马萨诸塞州运输厅（英語：Massachusetts Department of Transportation，简称MassDOT）是马萨诸塞州监管道路、公共交通、航空、交通工具注册及许可的政府机构。马萨诸塞州议会於第186届会议颁布《2009年交通改革法案》，並于2009年11月1日成立该机构。

## 组织构成
麻州交通部是执行机构，马萨诸塞州州长为该机构任命部长，作为该部门的“首席执行官”。州长同时会指派一个由五人组成的董事会批复重大决策。交通部对少部分事务直接管理，其余的采取半自治管理。

### 公路部
- 由前麻州公路部（英语：MassHighway）和马萨诸塞州收费公路管理局（英语：Massachusetts Turnpike Authority）组成
- 州际公路、州级公路和，马萨诸塞州收费公路（英语：Massachusetts Turnpike）。（州级公路部分段由臨近城镇拥有并进行维护）
- 收费桥梁和隧道：托宾大桥（2010年1月1日由麻州港务局（英语：MassPort）转交）、萨姆纳隧道（英语：Sumner Tunnel）、卡拉汉隧道（英语：Callahan Tunnel）和泰德·威廉斯隧道（英语：Ted Williams Tunnel）。
- 马萨诸塞州休闲与保护区部门（英语：Department of Conservation and Recreation）(DCR)管辖下的所有车用桥梁为交通部所有并维护或于2014年前转交至交通部。[1][6]

### 机动车登记处
机动车登记处曾经是一个独立的州执法机构，1992年前甚至有自己统一着装的警察。该部门是车辆交通执法机构，现在成为麻州交通部的一部分，由交通部直接管辖。它相当于其它很多州的机动车部门，旨在为司机颁发驾照并为机动车进行注册。

### 公共交通部
麻州所有的公共交通机构独立运行，但是交通部的董事会兼任马萨诸塞湾交通局的董事会，管理大波士顿地区主要的公共交通运输。
交通部保留对州内公共交通规划和监督的权利，同时还下设铁路部门。客运城际铁路由联邦政府持有的美铁提供服务，货运运输由私营企业运行。
麻州交通部是东北走廊委员会的一员。

### 航空航天部
航空部门前身为马萨诸塞州航空委员会，管理对州内机场的财政支持、为机场和着陆场进行检查并颁发执照、为麻州的飞机和经销商进行注册、规范机场安保和导航、对州内航空路径进行规划。交通部并不拥有任何机场，州立机场由麻州港务局独立管理。麻州港务局与航空航天部共享总部。
美国联邦航空管理局主导对国内航空的管理，航空旅客和行李箱检查服务由联邦运输安全管理局提供，但是机场安保由机场自己负责。

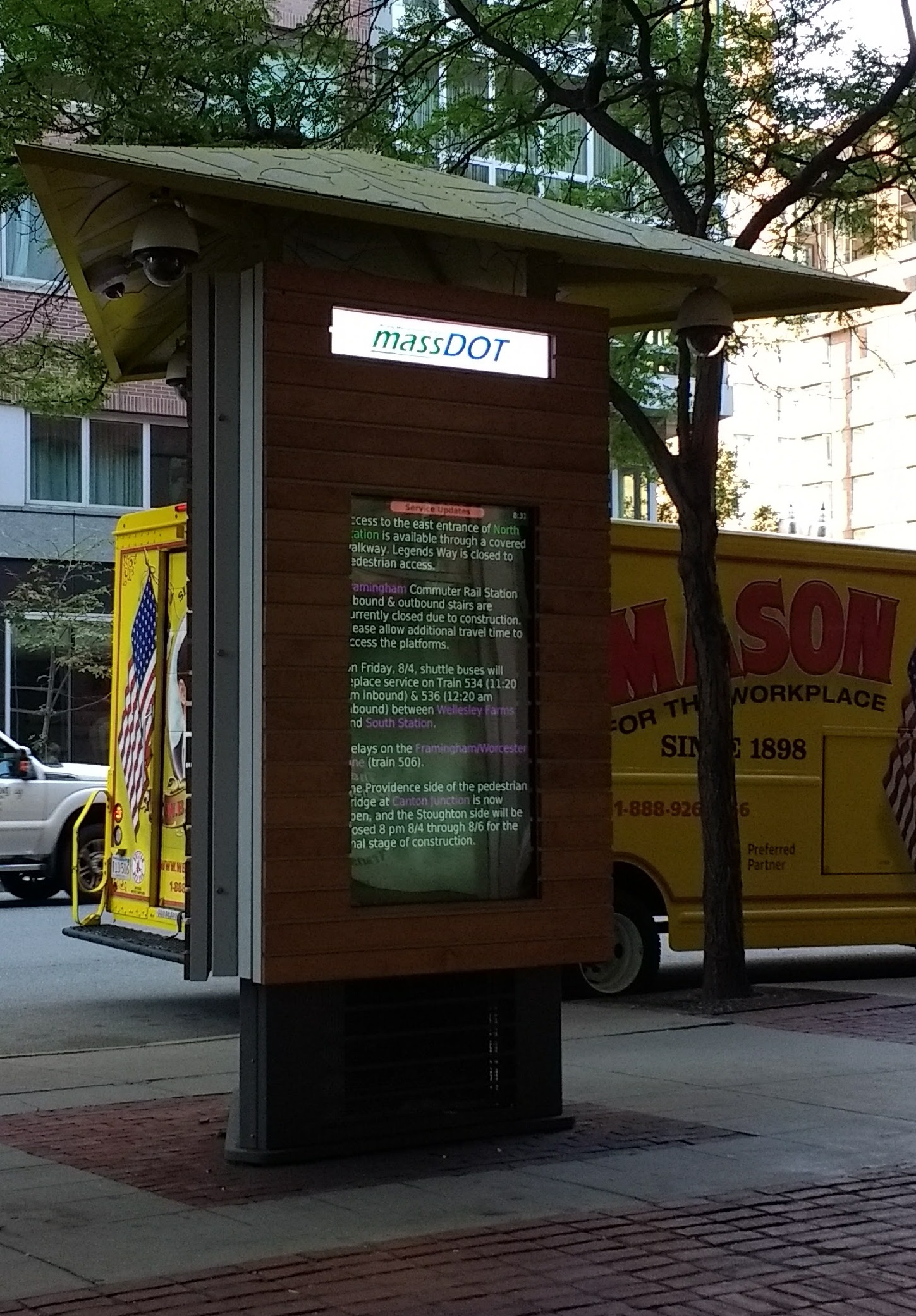
位于Park Plaza总部门口的麻州交通部便亭。

### 其他部门
2009年的重组法律还未麻州交通部增加了如下部门：
- 规划办公室，提供集中管理服务
- 交通规划办公室
- 绩效管理与创新办公室
- 内部特别审计单位
- 健康运输部门，包括运输部长、健康与人口服务部部长、环境事务部长、公路部和运输部管理专员以及公共卫生专员。
- 公路部门内的房地产评估审查委员会，由州长任命的3至5人组成
- 过渡管理办公室（临时）
- 劳动力再培训计划，为因合并而被解雇的员工提供服务

不属于交通部，但是由交通部支持的：
- 公私伙伴关系基础设施监督委员会 - 由7人组成的独立委员会，其中4人由州长任命，其他三人由参议院议长，众议院议长和州财务主任任命。